# Elmira Heights
Elmira Heights es una villa ubicada en el condado de Chemung en el estado estadounidense de Nueva York. En el año 2000 tenía una población de 4,170 habitantes y una densidad poblacional de 1,414.9 personas por km².

## Geografía
Elmira Heights se encuentra ubicada en las coordenadas 42°7′38″N 76°49′27″O / 42.12722, -76.82417.

## Demografía
Según la Oficina del Censo en 2000 los ingresos medios por hogar en la localidad eran de $29,015, y los ingresos medios por familia eran $36,250. Los hombres tenían unos ingresos medios de $32,135 frente a los $21,788 para las mujeres. La renta per cápita para la localidad era de $16,334. Alrededor del 9.8% de la población estaban por debajo del umbral de pobreza.